# Andreas Knapp
Andreas Knapp PFE, né en 1958 à Hettingen en Allemagne, est un religieux, prêtre catholique, poète et ouvrier allemand. Il est depuis le 27 septembre 2021 le Prieur général des Petits Frères de l'Évangile.

## Biographie
Andreas Knapp a étudié la théologie et la philosophie à Fribourg[Lequel ?] et à Rome.
En 1983, il est ordonné prêtre pour le diocèse de Fribourg. 
En 1988, il obtient un doctorat à l'Université pontificale grégorienne avec une thèse sur l'image de l'homme en sociobiologie; cette thèse a été publiée peu de temps après sous forme de monographie. Le travail a été reçu internationalement et "recommandé à quiconque veut avoir une vue d'ensemble du débat sociobiologique." Le débat est considéré comme controversé parce que la sociobiologie est basée sur les théories de l'évolution, mais la théologie morale catholique est basée sur des principes de l'évolution ("Survie du plus apte") fortement interrogé.
L'année de son doctorat, il a pris la charge de curé de la communauté universitaire catholique de Fribourg. En 1993, il devient recteur  du séminaire de Fribourg. Il abandonne ce poste pour rejoindre la Fraternité des Petits Frères de l'Evangile; ceux-ci, comme leur inspirateur Charles de Foucauld, vivent dans la pauvreté, auprès des plus humbles pour proclamer le message de Jésus-Christ. 
Depuis 2005, Andreas Knapp vit avec trois frères dans un Plattenbau (lotissement préfabriqué) à Leipzig-Grünau. La zone est considérée comme éloignée de la religion, 85 % des habitants sont athées. Des défis tels que la pauvreté, l'alcoolisme et l'athéisme sont des domaines de responsabilité classiques pour les disciples de Charles de Foucauld.
Andreas Knapp a longtemps travaillé à Leipzig comme ouvrier d'usine et de nos jours comme aumônier de prison.

### Œuvre poétique
Andreas Knapp est devenu connu dans toute l'Allemagne 
en tant que poète et auteur religieux. Sa poésie aborde des thèmes tels que les environnements prosaïques et qui donnent à réfléchir dans le milieu ouvrier. Il n'est pas rare que son travail se caractérise par un ton biblique ou liturgique, ainsi que par le mysticisme de la nature. Puisqu'il se consacre principalement au service des pauvres, les textes sont créés sous forme d'additifs et de réflexions.
Son œuvre littéraire a reçu de nombreux prix, dont le prix Herbert Haag (2018), une médaille d'or aux "Independent Publisher Awards" (États-Unis, 2018) et une Médaille Benjamin Franklin[Laquelle ?] (États-Unis, 2018).

## Publications
- Plus profond que la mer. Poèmes sur la Foi. Würzburg: Echter 2006, deuxième édition 2012.
- Plus lumineux que la lumière. Poèmes bibliques. Wurtzbourg: Echter, 2014.
- A la vue d'un brin d'herbe. poèmes de la nature. Wurtzbourg: Echter, 2017.
- Très proche. Poèmes sur le seuil de Dieu. Wurtzbourg: Echter, 2020.
- Ceux qui donnent tout ont les mains libres. Apprendre à vivre simplement avec Charles de Foucauld. Munich: bene, 2021.